# クリスチャン・ロドリゲス
クリスチャン・レオナルド・ロドリゲス・ガルシア（Cristián Leonardo Rodríguez García, 2002年3月31日 - ）は、キューバ出身のプロ野球選手（内野手）。右投右打。中日ドラゴンズ所属。

## 経歴

### 来日前
2020年に、キューバ国内リーグのナランハス・デ・ビジャ・クララでデビューした。同僚にダリオ・サルディがいた。

### 中日時代
2023年11月3日に、中日ドラゴンズと育成契約を結んだことが発表された。背番号は219。推定年俸は1000万円。
2024年のオープン戦には15試合に出場。打撃面では打率.147（34打数5安打）と結果を残せなかったものの、立浪和義監督がロドリゲスの遊撃守備を高く評価し、開幕直前の3月25日に支配下登録されることが発表された。背番号は95。3月29日に行われた東京ヤクルトスワローズとの開幕戦（明治神宮野球場）に「8番・遊撃手」として先発出場した。しかし、その試合で2失策を喫し、チームも敗れた。4月25日に出場選手登録を抹消。6月30日に一軍復帰を果たすと、7月5日の広島東洋カープ戦で決勝打となる来日初打点を記録した。しかしその後は低迷し、同19日に再び出場選手登録を抹消された。来日1年目は打撃などで苦戦し、結局23試合の出場にとどまった。最終的な打撃成績は7安打、1打点、打率.130であった。オフにはプレミア12のキューバ代表にも選出された。12月20日に翌年の契約を締結したことが発表された。
2025年は開幕を二軍で迎える。ウエスタン・リーグにて20試合の出場で打率.316と結果を残し、4月29日に一軍昇格を果たした。昇格後は守備でアピールしたものの、5月6日に出場選手登録を抹消された。

## 選手としての特徴
強肩を武器とした超人的な守備が持ち味。

## 詳細情報

### 年度別打撃成績
| 年 度    | 球 団    | 試 合 | 打 席 | 打 数 | 得 点 | 安 打 | 二 塁 打 | 三 塁 打 | 本 塁 打 | 塁 打 | 打 点 | 盗 塁 | 盗 塁 死 | 犠 打 | 犠 飛 | 四 球 | 敬 遠 | 死 球 | 三 振 | 併 殺 打 | 打 率 | 出 塁 率 | 長 打 率 | O P S |
| -------- | -------- | ----- | ----- | ----- | ----- | ----- | -------- | -------- | -------- | ----- | ----- | ----- | -------- | ----- | ----- | ----- | ----- | ----- | ----- | -------- | ----- | -------- | -------- | ----- |
| 2024     | 中日     | 23    | 59    | 54    | 3     | 7     | 0        | 0        | 0        | 7     | 1     | 0     | 0        | 3     | 0     | 2     | 0     | 0     | 16    | 0        | .130  | .161     | .130     | .290  |
| NPB：1年 | NPB：1年 | 23    | 59    | 54    | 3     | 7     | 0        | 0        | 0        | 7     | 1     | 0     | 0        | 3     | 0     | 2     | 0     | 0     | 16    | 0        | .130  | .161     | .130     | .290  |

- 2024年度シーズン終了時

### 年度別守備成績
| 年 度 | 球 団 | 遊撃  | 遊撃  | 遊撃  | 遊撃  | 遊撃  | 遊撃     |
| 年 度 | 球 団 | 試 合 | 刺 殺 | 補 殺 | 失 策 | 併 殺 | 守 備 率 |
| ----- | ----- | ----- | ----- | ----- | ----- | ----- | -------- |
| 2024  | 中日  | 21    | 33    | 52    | 4     | 13    | .955     |
| NPB   | NPB   | 21    | 33    | 52    | 4     | 13    | .955     |

- 2024年度シーズン終了時

### 記録

#### NPB
初記録
- 初出場・初先発出場：2024年3月29日、対東京ヤクルトスワローズ1回戦（明治神宮野球場）「8番・遊撃手」で先発出場[12]
- 初打席：同上、2回表にサイスニードから一飛
- 初安打：同上、6回表に星知弥から中前安打[21]
- 初打点：2024年7月5日、対広島東洋カープ11回戦（バンテリンドーム ナゴヤ）、2回裏に床田寛樹から中前適時安打[15]

### 背番号
- 219（2024年[7] - 同年3月25日）
- 95（2024年3月26日[11] - ）

### 代表歴
- 2024 WBSCプレミア12 キューバ代表